# Championnat d'Argentine de football 1988-1989
Navigation
Saison précédente Saison suivante
La saison 1988-1989 du Championnat d'Argentine de football était la 59e édition professionnelle de la première division argentine. Les 20 meilleures équipes du pays sont regroupées au sein d'une poule unique, où chaque club rencontre tous ses adversaires 2 fois.
C'est le club du Independiente qui termine en tête du championnat et remporte le 14e titre de champion d'Argentine de son histoire.

## Les 20 clubs participants
| \| Buenos Aires La Plata Rosario Córdoba Tucumán Corrientes \| Villes représentées lors de la saison 1988-1989 |
| Buenos Aires La Plata Rosario Córdoba Tucumán Corrientes                                                       |

- Boca Juniors
- San Lorenzo de Almagro
- River Plate
- Independiente
- Gimnasia y Esgrima (La Plata)
- Newell's Old Boys (Rosario)
- Talleres (Córdoba)
- Instituto (Córdoba)
- Racing (Córdoba)
- Racing Club
- Rosario Central
- Deportivo Armenio
- Vélez Sársfield
- Argentinos Juniors
- Estudiantes (La Plata)
- Ferro Carril Oeste
- Deportivo Español
- Platense
- Deportivo Mandiyu (Corrientes) - Promu de Segunda División
- San Martín (Tucumán) - Promu de Segunda División

## Compétition

### Classement
Le classement est établi en utilisant le barème suivant :
- Victoire dans le temps réglementaire : 3 points
- Victoire aux tirs au but : 2 points
- Défaite aux tirs au but : 1 point
- Défaite dans le temps réglementaire, forfait ou abandon : 0 point

| Rang | Équipe                           | Pts | J  | G  | Gt | Pt | P  | Bp | Bc | Diff |
| ---- | -------------------------------- | --- | -- | -- | -- | -- | -- | -- | -- | ---- |
| 1    | Independiente                    | 84  | 38 | 22 | 7  | 4  | 5  | 58 | 32 | +26  |
| 2    | Boca Juniors                     | 76  | 38 | 20 | 7  | 2  | 9  | 56 | 38 | +18  |
| 3    | Deportivo Español                | 68  | 38 | 16 | 6  | 8  | 8  | 45 | 31 | +14  |
| 4    | River Plate                      | 67  | 38 | 16 | 6  | 7  | 9  | 51 | 36 | +15  |
| 5    | San Lorenzo de Almagro           | 66  | 38 | 16 | 8  | 2  | 12 | 58 | 44 | +14  |
| 6    | Talleres (Córdoba)               | 65  | 38 | 16 | 5  | 7  | 10 | 48 | 43 | +5   |
| 7    | Argentinos Juniors               | 61  | 38 | 13 | 6  | 10 | 9  | 55 | 39 | +16  |
| 8    | Estudiantes (La Plata)           | 61  | 38 | 15 | 4  | 8  | 11 | 53 | 41 | +12  |
| 9    | Racing Club                      | 59  | 38 | 13 | 6  | 10 | 9  | 47 | 41 | +6   |
| 10   | Gimnasia y Esgrima (La Plata)    | 57  | 38 | 10 | 11 | 5  | 12 | 31 | 30 | +1   |
| 11   | Vélez Sársfield                  | 53  | 38 | 8  | 12 | 5  | 13 | 37 | 54 | -17  |
| 12   | Newell's Old Boys (Rosario) T    | 51  | 38 | 11 | 7  | 6  | 14 | 42 | 44 | -2   |
| 13   | Rosario Central                  | 51  | 38 | 10 | 7  | 9  | 12 | 49 | 55 | -6   |
| 14   | Deportivo Mandiyu (Corrientes) P | 51  | 38 | 7  | 11 | 8  | 12 | 35 | 44 | -9   |
| 15   | Platense                         | 50  | 38 | 11 | 6  | 5  | 16 | 36 | 51 | -15  |
| 16   | Racing (Córdoba)                 | 50  | 38 | 11 | 6  | 5  | 16 | 38 | 54 | -16  |
| 17   | San Martin (Tucumán) P           | 46  | 38 | 12 | 2  | 8  | 16 | 38 | 49 | -11  |
| 18   | Ferro Carril Oeste               | 45  | 38 | 8  | 7  | 7  | 16 | 35 | 43 | -8   |
| 19   | Deportivo Armenio                | 37  | 38 | 5  | 7  | 8  | 18 | 29 | 57 | -28  |
| 20   | Instituto (Córdoba)              | 31  | 38 | 7  | 1  | 8  | 22 | 38 | 65 | -27  |

|  | Qualification pour la Copa Libertadores 1990      |
|  | Participation à la Liguilla pré-Libertadores      |
|  | Relégation en Segunda División                    |
|  | T : Tenant du titre P : Promu de Segunda División |

- San Martin (Tucumán) et Deportivo Armenio sont relégués car ils possèdent la plus mauvaise moyenne de points sur les 3 dernières saisons.

### Matchs
- L'Argentine dispose de 2 places assurées en Copa Libertadores : une pour le champion de la saison régulière (cette saison, le club du Independiente) et une pour le gagnant de la rencontre entre le vainqueur de la Liguilla pré-Libertadores, une coupe qui rassemble les 7 meilleurs clubs de D1 et le champion de D2 et le vainqueur de la Liguilla de clasificación, qui regroupe les autres clubs de D1 non relégués plus les éliminés de la Liguilla pré-Libertadores au fur et à mesure des tours. Cette compétition se joue en matchs aller-retour avec élimination directe.

### Liguilla pré-Libertadores

#### Quarts de finale
| Équipe 1                    | Résultat | Équipe 2               | Aller | Retour |
| --------------------------- | -------- | ---------------------- | ----- | ------ |
| Chaco For Ever (Chaco) (D2) | 1 - 3    | Boca Juniors           | 0 - 1 | 1 - 2  |
| Argentinos Juniors          | 2 - 1    | River Plate            | 2 - 0 | 0 - 1  |
| Platense                    | 3 - 1    | Deportivo Español      | 0 - 0 | 3 - 1  |
| Talleres (Córdoba)          | 1 - 3    | San Lorenzo de Almagro | 0 - 2 | 1 - 1  |

#### Demi-finales
| Équipe 1           | Résultat | Équipe 2               |
| ------------------ | -------- | ---------------------- |
| Platense           | 1 - 1    | Boca Juniors           |
| Argentinos Juniors | 1 - 3    | San Lorenzo de Almagro |

#### Finale
| Équipe 1     | Résultat | Équipe 2               | Aller | Retour |
| ------------ | -------- | ---------------------- | ----- | ------ |
| Boca Juniors | 1 - 5    | San Lorenzo de Almagro | 1 - 1 | 0 - 4  |

- San Lorenzo de Almagro se qualifie pour le match de barrage pour la Copa Libertadores 1990.

### Liguilla de clasificación

#### Premier tour
Les 10 clubs concernés s'affrontent en matchs aller-retour.
| Équipe 1                       | Résultat | Équipe 2                      | Aller | Retour |
| ------------------------------ | -------- | ----------------------------- | ----- | ------ |
| Racing (Córdoba)               | 0 - 2    | Gimnasia y Esgrima (La Plata) | 0 - 0 | 0 - 2  |
| Deportivo Mandiyu (Corrientes) | 4 - 1    | Velez Sarsfield               | 1 - 1 | 3 - 0  |
| Estudiantes (La Plata)         | 0 - 1    | Instituto (Córdoba)           | 0 - 0 | 0 - 1  |
| Racing Club                    | 0 - 1    | Ferro Carril Oeste            | 0 - 1 | 0 - 0  |
| Rosario Central                | 4 - 6    | Newell's Old Boys (Rosario)   | 1 - 1 | 3 - 5  |

#### Deuxième tour
Les 5 clubs qualifiés du premier tour retrouvent Chaco For Ever, Talleres (Córdoba) et River Plate, éliminés en quart de finale de la Liguilla pré-Libertadores.
| Équipe 1                       | Résultat | Équipe 2                      | Aller | Retour |
| ------------------------------ | -------- | ----------------------------- | ----- | ------ |
| Chaco For Ever                 | 2 - 6    | River Plate                   | 1 - 5 | 1 - 1  |
| Ferro Carril Oeste             | 2 - 4    | Gimnasia y Esgrima (La Plata) | 1 - 4 | 1 - 0  |
| Talleres (Córdoba)             | 5 - 2    | Instituto (Córdoba)           | 2 - 1 | 3 - 1  |
| Deportivo Mandiyu (Corrientes) | 3 - 3    | Newell's Old Boys (Rosario)   | 2 - 1 | 2 - 1  |

#### Troisième tour
Les 4 clubs qualifiés du 2e tour retrouvent Deportivo Español, Argentinos Juniors et Platense, éliminés en quart et demi-finale de la Liguilla pré-Libertadores.
| Équipe 1                      | Résultat | Équipe 2           | Aller | Retour |
| ----------------------------- | -------- | ------------------ | ----- | ------ |
| Deportivo Español             | 4 - 1    | Platense           | 0 - 0 | 4 - 1  |
| Gimnasia y Esgrima (La Plata) | 2 - 5    | Argentinos Juniors | 1 - 1 | 1 - 4  |
| Newell's Old Boys (Rosario)   | 2 - 1    | Talleres (Córdoba) | 1 - 1 | 1 - 0  |
| River Plate                   | exempt   |                    |       |        |

#### Quatrième tour
| Équipe 1                    | Résultat | Équipe 2          | Aller | Retour |
| --------------------------- | -------- | ----------------- | ----- | ------ |
| Argentinos Juniors          | 0 - 5    | River Plate       | 0 - 1 | 0 - 4  |
| Newell's Old Boys (Rosario) | 0 - 1    | Deportivo Español | 0 - 1 | 0 - 0  |

#### Cinquième tour
| Équipe 1    | Résultat | Équipe 2          | Aller | Retour |
| ----------- | -------- | ----------------- | ----- | ------ |
| River Plate | 2 - 0    | Deportivo Español | 1 - 0 | 1 - 0  |

#### Finale
Le club qualifié du 5e tour affronte Boca Juniors éliminé lors de la finale de la Liguilla pré-Libertadores.
| Équipe 1    | Résultat | Équipe 2     | Aller | Retour | Appui |
| ----------- | -------- | ------------ | ----- | ------ | ----- |
| River Plate | 2 - 1    | Boca Juniors | 0 - 0 | 0 - 0  | 2 - 1 |

- Club Atlético River Plate se qualifie pour le match de barrage pour la Copa Libertadores 1990.

### Barrage pour la Copa Libertadores
Le vainqueur de la Liguilla pré-Libertadores et le vainqueur de la Liga de clasificación s'affrontent en matchs aller et retour pour connaître le 2e club argentin qualifié pour la Copa Libertadores 1990.
| Équipe 1               | Résultat | Équipe 2    | Aller | Retour |
| ---------------------- | -------- | ----------- | ----- | ------ |
| San Lorenzo de Almagro | 0 - 1    | River Plate | 0 - 1 | 0 - 0  |

- Club Atlético River Plate se qualifie pour la Copa Libertadores 1990.

## Bilan de la saison
| Tableau d'Honneur                   |               |
| Compétition                         | Vainqueur     |
| Championnat d'Argentine de football | Independiente |

| Qualifications continentales |                           |
| Copa Libertadores 1989       | Racing Club Boca Juniors  |
| Copa Libertadores 1990       | Independiente River Plate |

| Promotions et relégations    |                                         |
| Promus en Primera Division   | Chaco For Ever (Chaco) Unión (Santa Fe) |
| Relégués en Segunda Division | San Martín (Tucumán) Deportivo Armenio  |